# Euploea mardonia
Euploea mardonia är en fjärilsart som beskrevs av Hans Fruhstorfer 1904. Euploea mardonia ingår i släktet Euploea och familjen praktfjärilar. Inga underarter finns listade i Catalogue of Life.